# Malá Hleďsebe
Malá Hleďsebe (in tedesco Klein-Sichdichfür) è una frazione di Velká Hleďsebe, comune ceco del distretto di Cheb, nella regione di Karlovy Vary.

## Geografia fisica
Il villaggio si trova 2 km a sud-ovest da Velká Hleďsebe. Nel villaggio sono state registrate 16 abitazioni, nelle quali vivono 22 persone.
Altri comuni limitrofi sono Velké Krásné, Malé Krásné, Sekerské Chalupy, Plánská Huť, Tři Sekery, Tachovská Huť e Jedlová ad ovest, Valy e Klimentov a nord, Hörgassing ad est e Drmoul, Skelné Hutě, Horní Ves, Trstěnice, Chodovská Huť e Zadní Chodov a sud.